# Olindiidae
Olindiidae é uma família de águas-vivas de ordem Limnomedusae.

## Descrição
As espécies que integram esta família apresentam um ciclo de vida bifásico, com uma fase pólipo e uma fase medusa, sendo esta a principal característica diferenciadora que determinou a sua inclusão na ordem Limnomedusae.
Os pólipos são geralmente pequenos, com comprimento inferior a 1 mm, solitários, embora algumas espécies apresentam pólipos com comportamento colonial, com um número variável de tentáculos, podendo reproduzir-se assexuadamente por brotamento.
As medusas podem crescer até aos 6 cm de diâmetro, com canais radiais não ramificados e canais centrípetos presentes ou ausentes. As gónadas estão localizadas ao lado dos canais radiais, excepto no género Limnocnida no qual elas se localizam no manubrium.
Os ovos fertilizados dão origem a larvas do tipo planula que se transformam em pólipos que posteriormente se multiplicam por reprodução assexual ou podem por gemulação produzir medusas. Em algumas espécies as medusas apenas são produzidas quando a temperatura da água excede um determinado limiar.
A maioria das espécies é marinha, mas muitas podem ocorrer em água salobra e algumas, com destaque para os géneros Craspedacusta (como C. sowerbii) e Limnocnida, ocorrem em habitats de água doce.
O nome desta família deriva do género tipo Olindias Muller, 1861, mas com confusão em torno da grafia a usar, tendo diferentes autores usado as formas «Olindiadae», «Olindiidae», «Olindiadidae» e «Olindiasidae», sendo que esta última forma ainda persiste na literatura. Ernst Haeckel estabeleceu a família em 1879 usando a grafia «Olindiadae», mas as suas intenções em relação ao radical do género, e por conseguinte do nome da família, são desconhecidas. Com base na informação disponível, em 2010 foi determinado que a nomenclatura mais apropriada seria «Olindiidae», como emendado por Henry Bryant Bigelow em 1909.

## Géneros
A família Olindiidae inclui, segundo o World Register of Marine Species, os seguintes géneros:
- Aglauropsis Mueller, 1865
- Astrohydra Hashimoto, 1981
- Calpasoma Fuhrmann, 1939
- Craspedacusta Lankester, 1880
- Cubaia Mayer, 1894
- Eperetmus Bigelow, 1915
- Gonionemus A. Agassiz, 1862
- Gossea L. Agassiz, 1862
- Hexaphilia Gershwin & Zeidler, 2003
- Keralic Khatri, 1984
- Limnocnida Günther, 1893
- Maeotias Ostroumoff, 1896
- Mansariella Malhotra, Duda & Jyoti, 1976
- Nuarchus Bigelow, 1912
- Olindias Mueller, 1861
- Scolionema
- Vallentinia Browne, 1902